# Lepetodrilus gordensis
Lepetodrilus gordensis is een slakkensoort uit de familie van de Lepetodrilidae. De wetenschappelijke naam van de soort is voor het eerst geldig gepubliceerd in 2006 door Johnson, Young, Jones, Warén & Vrijenhoek.